# THE JUON/呪怨
『THE JUON/呪怨』（じゅおん、The Grudge）は、2004年製作のアメリカのホラー映画。清水監督のホラー映画『呪怨』のリメイクであり、日本の「呪怨」シリーズを原作とした、シリーズの第1作目。
日本公開時のキャッチコピーは「死んでも逃げられない」。

## 概要
日本のオリジナル版『呪怨』のクリエイター清水崇が、スティーヴン・サスコの脚本をもとにリメイク版の監督に招かれた。サム・ライミとロブ・タパートは、日本版『呪怨』の製作者だった一瀬隆重を加え、ライミたちが設立した映画製作会社ゴースト・ハウス・ピクチャーズ傘下で本作のプロデューサーを務めた。
内容は2003年に日本で公開された劇場版『呪怨』の、ほぼ忠実なリメイクである。独居老人の家に派遣されたソーシャルワーカーの女性が、その家に憑りつく佐伯伽椰子の霊に遭遇する話だが、日本版の奥菜恵に相当するキャラクターをサラ・ミシェル・ゲラー、伊東美咲が演じていたキャラクターをケイディー・ストリックランド、津田寛治のキャラクターをウィリアム・メイポーザーが、それぞれ演じている。
日本公開時は映倫の審査によりPG12区分（12歳未満は保護者の助言か指導が必要）に指定された。アメリカではPG-13（13歳未満は保護者の厳重な注意が必要）に指定されている。

## あらすじ
2001年、大学教授のピーターに一方的に想いを募らせる佐伯伽椰子は、彼への狂信的な愛を日記に書き連ねていた。その日記を読んだ嫉妬深い夫の佐伯剛雄は、伽椰子と息子の俊雄、俊雄の飼い猫マーを殺害。剛雄は伽椰子の霊に殺された。
2004年、不動産業者の仲介でアメリカ人のウィリアムズ一家が、東京郊外にある一戸建ての空き家を購入した。母親のエマは異変を感じ、2階の天井をじっと見つめる。やがて一家に呪いが降りかかり、マットと妻のジェニファーが白い子供・俊雄に遭遇して死亡。ひとり家に取り残された認知症のエマの介護のため、介護センターから通っていた若いヘルパーの洋子は、天井から聞こえる物音を調べようと屋根裏に昇ったところを黒髪の女の幽霊・伽椰子に襲われる。
恋人のダグと日本の小さなアパートで暮らしている交換留学生カレンは、大学の単位を取るためにソーシャルワーカーとしてボランティア活動をしている。カレンは上司のアレックスから、ウィリアムズ家で寝たきりの老婆エマの世話をするよう頼まれた。前任者の洋子とは連絡が取れなくなったというのだ。カレンが該当の家に向かうと、室内はゴミが散乱しており、粘着テープで塞がれていた2階の押し入れの中には、黒猫を抱いた佐伯俊雄が座っていた。さらにカレンの目前に真っ黒な女の影が天井から伸び、目を見開いてカレンを睨む。
夜になってアレックスがウィリアムズ家に着くと、エマは布団で死亡しており、カレンはショックで放心状態にあった。不審死を捜査する中川刑事は、2階の屋根裏部屋でマットとジェニファーの死体を発見し、その傍には人間の下顎が落ちていた。都内の外資系企業に勤務するマットの妹スーザンは、会社のオフィスで伽椰子に追われて自宅に逃げ帰るが、そこにも伽椰子が追ってきて、スーザンはベッドの中に飲み込まれて消えた。勤務先を出ようとしたアレックスは、消息を絶っていた洋子が戻ってきたのに気づいて声をかけると、振り向いた彼女は下顎がなかった。
カレンは呪いの根源である佐伯家の過去を調べ、自殺した大学教授ピーターには、ストーカーのように佐伯伽椰子が付きまとっていたことを知った。カレンは中川刑事から、自分の同僚があの家に関わって3人も死んだ、という話を聞かされる。中川は家を燃やそうとガソリン容器を持ち込んだが、佐伯剛雄の霊に殺される。ダグの後を追ってあの忌まわしい家に向かったカレンは、2階から這って降りて来る伽椰子に遭遇。ダグは伽椰子の呪いで死んでしまうが、玄関に置かれたガソリンに気付いたカレンは、ライターで火を点ける。しかし家は全焼せずに、カレンは生き延びて病院に搬送された。病院内でダグの焼死体を確認しに行ったカレンには、伽椰子が憑りついていた

## キャスト
| 役名                       | 俳優                         | 日本語吹替                                             |
| -------------------------- | ---------------------------- | ------------------------------------------------------ |
| カレン・デイヴィス         | サラ・ミシェル・ゲラー       | 水谷優子                                               |
| ダグ・マッカッシー         | ジェイソン・ベア             | 咲野俊介                                               |
| ジェニファー・ウィリアムズ | クレア・デュヴァル           | 重松朋                                                 |
| マシュー・ウィリアムズ     | ウィリアム・メイポーザー     | 谷口節                                                 |
| アレックス・ベイカー       | テッド・ライミ               |                                                        |
| スーザン・ウィリアムズ     | ケイディー・ストリックランド | 原千果子                                               |
| エマ・ウィリアムズ         | グレイス・ザブリスキー       |                                                        |
| ピーター・カーク           | ビル・プルマン               | 谷口節                                                 |
| マリア・カーク             | ローザ・ブラシ               |                                                        |
| 中川秀人刑事               | 石橋凌                       | ※本人                                                  |
| 五十嵐陽介刑事             | 松永博史                     | ※本人                                                  |
| 関根洋子                   | 真木よう子                   | ※本人                                                  |
| 佐伯伽椰子                 | 藤貴子                       |                                                        |
| 佐伯剛雄                   | 松山鷹志                     |                                                        |
| 佐伯俊雄                   | 尾関優哉                     | 青山桐子                                               |
| 鈴木英雄                   | おかやまはじめ               |                                                        |
| 警備員                     | 森下能幸                     |                                                        |
| その他                     | N/A                          | 竹村叔子、米村千冬 原田晃、ヤスヒロ 桐井大介、中尾衣里 |
| 日本語版制作スタッフ       |                              |                                                        |
| 演出                       | N/A                          | 高田浩光                                               |
| 翻訳                       | N/A                          | チオキ真理                                             |
| 調整                       | N/A                          | 伊藤恭介                                               |
| 制作                       | N/A                          | ソニーPCL                                              |

## スタッフ
- 監督 - 清水崇[2]
- 脚本 - スティーヴン・サスコ（英語版）
- 製作総指揮 - ジョー・ドレイク（英語版）[2]、ネイサン・カヘイン（英語版）[2]、カーステン・H・W・ロレンツ（英語版）[2]、ロイ・リー[2]、ダグ・デイヴィソン[2]
- 製作 - サム・ライミ [2]、ロブ・タパート[2]、一瀬隆重[2]
- 撮影 - 山本英夫、ルーカス・エトリン
- 編集 - ジェフ・ベタンコート[2]
- 音楽 – クリストファー・ヤング[2]
- 美術 - 斎藤岩男[2]
- 衣装デザイン – ショーン・ホリー・クックソン[7]、谷口みゆき[7]
- 特殊メイク – 松井祐一[7]
- 特殊効果 - 岸浦秀一[7]
- 通訳 - 浅田智穂[7]

## 製作
日本の劇場版『呪怨』（2003年）の製作にとりかかる前の清水に、アメリカの映画プロデューサー、ロイ・リーから「ハリウッドでリメイク版を作りたい」という話が来ていた。ロイ・リーは東宝映画『リング』を海外に持ち込んで『ザ・リング』をプロデュースした人物であった。その後、清水が劇場版『呪怨2』の製作準備を進めている時に、『呪怨』を気に入ったサム・ライミがプロデューサーをやりたがっていることがリーから伝えられ、アメリカ人では再現できない和製ホラーのテイストを上手く出すために清水に監督して欲しいと依頼された。
渡米した清水は、『スパイダーマン2』の撮影で多忙だったサム・ライミと、ソニー・ピクチャーズのオフィスで対面し、打ち合わせの後に脚本づくりに取り組むこととなる。

## キャスティング
『The Grudge』のタイトルで制作が始まり、脚本打ち合わせの場で清水が「黒髪の幽霊でなければ伽椰子を怖く撮れない」と意見を出したところ、現地スタッフからも「オリジナル版のように恐ろしい幽霊を出したいので、出来ればあの役の女優さんにもう一度出て欲しい」と言われ、藤貴子に日本版と同じ役を演じてもらうことで一致した。しかしアメリカが舞台で、登場人物もアメリカ人なのに、そこへ黒髪の和風の幽霊が出るのは都合が良すぎないか？ という考えから、それなら日本を訪れたアメリカ人が異国で体験する恐怖の話にしたらどうだろうか、という案が固まって日本で撮影することが決定した。

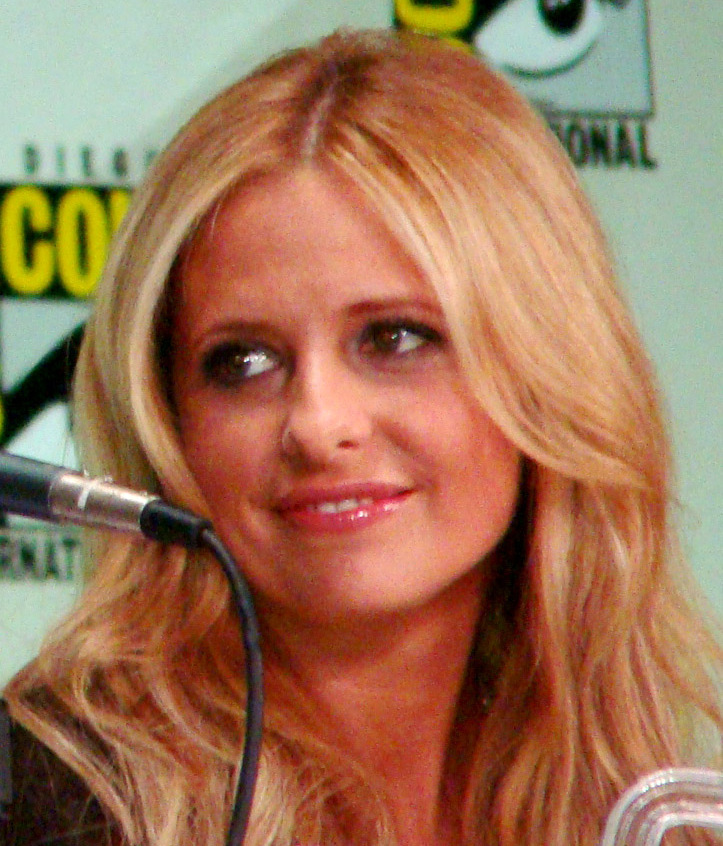
サラ・ミシェル・ゲラー

清水は俄然、国内での準備に追われることとなり渡米も出来なくなったため、出演者のオーディション・ビデオがアメリカから送られ、清水の意見を仰ぎながら決めて行った。主人公カレンにサラ・ミシェル・ゲラー、カレンの恋人ダグ役にジェイソン・ベア、他にビル・プルマン、クレア・デュヴァルなども次々とキャスティングされた。主演のサラは、出演を決めた理由を「アメリカのホラー映画と全く違う日本の映画だったから、その曖昧さが気に入ったの。アメリカ風の要素もいくつか加えたけど、アメリカ化し過ぎない程度よ」と話した。
呪いの家で事件の捜査を担当する刑事役の石橋凌は、前に一瀬隆重と3本ほど仕事を共にした経験があり、誘いを受けて本作のオーディションを受けた。真木よう子は周囲のスタッフも監督も全て日本人だったせいもあり、ハリウッド映画に出ているという実感がないまま、普段通りの日本の仕事のように演じたという。ロブ・タパートはこれまで、日本映画を通して日本の俳優の素晴らしさを感じつつも、母国語が英語ではない日本人俳優と仕事で組むことはないだろうと考えていただけに、この作品はとても良い経験になったと語っている

## 撮影
映画冒頭、ビル・プルマン演じるピーターが飛び降りるシーンは、東京中央区の神田川にかかる柳橋すぐ傍の建物で撮影。カレンとダグが新宿歌舞伎町1丁目付近の歩道を、人混みの中で進むカットを撮影した。アメリカ映画の野外ロケでは、道を封鎖して俳優の周囲をエキストラの歩行者で固めるものだが、いちいち道路の使用許可を取らない日本のやり方は海外キャストに混乱をもたらした。清水は事前にそのことを説明していたものの、サラとジェイソンは都内ロケで「何で普通の人たちが歩いてるの？」と気を揉み、「芝居に集中できない」と漏らした。カレンたちが塀の向こう側を覗き込む墓地は、渋谷区の代々木3丁目で撮っている。その後、2人が向かう東京大学は、杉並区高井戸西の医学部、ダグがアルバイトをしているレストランは、西新宿のファンゴーダイニングがロケに使われた。
脚本を担当したスティーヴン・サスコが日本チームの現場で驚いたのは、その手際の速さだった。サラとジェイソンが並んで歩くシーンをドリー撮影（カメラを設置した台車をレール上で水平移動させる撮影法）で撮っていた時、清水がOKを出すとスタッフが現われて、一瞬でセットを片付けた。「サラとジェイソンが立ち去る前にだよ」とサスコは言い、ジェイソンも「一致団結する素晴らしいチームだ。稲妻のように素早く行動するんだ」と語っている。テッド・ライミも段取りの速さに驚かされた。アメリカ映画の現場では俳優が演技を始めるまで「用意！…みんな静かにしろ、動くな。カメラを回せ。よし、位置について……アクション」と監督からの指示が長いのに対し、日本の映画撮影は「よーい…アクション！」ですぐ開始のため、清水のかけ声に飛び上がってしまったという。
テスト撮影時のアメリカ側のキャスト、特にサラは、カメラが回っていないのになぜ本気を出さなければいけないのか？ という態度で真剣さが足りない印象だったが、清水は日米の映画システムの違いで仕方がないと納得をしていた。だが、伽椰子がカレンとダグの目前に現われる恐怖シーンのテストで、サラとジェイソンは「キャー怖いー」とふざけた芝居をし、真剣な演技を続ける藤貴子をデジカメで撮り始めた。これには清水のみならず日本のスタッフも怒り出して撮影が中断。清水は初めてサラに「シャレにならない。いい加減にしろよ！」と本気で怒って注意をした。同じ女優同士で、難しい姿勢で取り組んでいる本気の共演者になぜそんな態度を取るのか、と諫めたところ、サラたちは泣きそうな顔で謝った。
サラは撮影中に、英語と日本語の違いよりも文化の違いに苦労した。社交的なアメリカ人は特に親しい人でなくとも、相手に触れながら親密そうに会話をするが、日本人は気安く他人に触ったりしない。「私とジェイソンのキャラクターが夫婦みたいに身体を触れあうと、日本のクルーは何故そんなことをするのか、と理由を訊ねるの。私たちは“これがアメリカ流なのよ！”と常に説明しなければならなかったわ」。
撮影のために3ヵ月、日本に滞在したサラはラッシュ時の人混みの中や電車の中など、アメリカ映画の撮り方と違うゲリラ撮影を体験し、とても刺激を受けた。海外のニュースでは、主要撮影を殆ど終えたサラとジェイソンの2人が、再び2週間の追加撮影に戻り、これを“ファンにとって心配な出来事”と報じた。この映画を守りたいと考えていたサラは、ネガティブな噂に発展しないよう『エンターテインメント・ウィークリー』の取材に応じて以下のように話した。「再撮影と聞くと、大半の人は何かトラブルが起きたのか? と自動的に考えますが、そうじゃありません。もっと多くのものを追加するためです」。テスト試写を観た関係者は、より多くのバックストーリーを望み、清水とサラも幾つかのショットを微調整したいと考えたためである。
全ての撮影が終了した打ち上げの日、サラとジェイソンは、煙草とバーボンが好きな清水に、シルバーのスキットルとライターを贈った。ライターには“監督、そして友達”という言葉が彫られ、スキットルには撮影中にサラと清水のやりとりで流行った妙な日本語「クルクルパー」が彫られていたという。
この映画の撮影で知り合ったケイディー・ストリックランドとジェイソンは、日本文化に興味を持つ者同士として互いに親近感を抱き、撮影終了後に交際を始め、2006年11月に結婚した。。

## 公開
コロンビア ピクチャーズの配給により2004年10月22日に北米で公開された『THE JUON 呪怨』は、米国の3,348の劇場で上映された。この映画は10月22日～24日の公開初週末に3,910万ドルを売り上げてトップの座を守り、秋のオープニング映画としては、ホラーコメディ『最'狂'絶叫計画』の4,810万ドル、ドリームワークス製作『シャーク・テイル』の4,760万ドルに続く3番目の高記録となった。この大ヒットぶりは、せいぜい初週は2,000万ドルも行けば良いだろうと見ていたソニー・ピクチャーズ幹部や、興行関係者を含む映画業界に衝撃を与えた。 『THE JUON 呪怨』の週末の内訳を見ると、金曜日に1,460万ドルを獲得し、土曜日には1,550万ドルと7％上昇した。ソニーの出口調査によると鑑賞者の52％が21歳以下で、観客の55％は女性だった。
興行収入は米国とカナダで約1億1,040万ドル（日本円で約113億円）、その他の地域で7,690万ドル、全世界で1億8,730万ドルとなった。
続編『呪怨 パンデミック』の出演者アンバー・タンブリンは、『THE JUON/呪怨』を観に行った友人が、髪を洗っているサラの後頭部に伽椰子の手が現われるカットを、CGIで作った映像と思っていたことをトークショーで話し、そうした合成に頼らない絵作りをする清水の演出を褒め称えた。サラの証言では、浴室の場面は追加撮影したシーンのひとつだという。「オリジナル版『呪怨』で最も怖かったシーンを、私がやることになったの。正直に言うけど、伽椰子の手が髪の中に伸びてくるあのシーンは、怖くて身がすくむような撮影だったわ。俊雄をバスタブに入れてくれるよう何度も頼んだけど実現しなかったの」とサラはインタビューで話した
本国でのヒットを受けて、日本でも2004年11月29日に新宿歌舞伎町の映画館・新宿東急で完成披露試写会が行なわれた。この日に上映されたのは、アメリカで公開された素材と同じインターナショナル・バージョンである。舞台挨拶に立った清水によると、最初に作ったバージョンは「際どい描写が多すぎる」とスタジオ側からダメ出しをされて、再編集を施したとのこと。翌年の日本公開時には、清水が意図した通りのディレクターズ・カット版で上映すると語った。
日本公開を控えた2005年2月1日には、主演のサラ・ミシェル・ゲラーがプロモーションで来日。東京新宿のパークハイアット東京で、清水崇と共に記者会見に出席した。サラはこの映画の撮影の思い出について「私たちの知らない東京が見られたし、とても楽しかったわ。でも和食を食べ過ぎて、日本に持ってきたジーンズすべてが穿けなくなったの」とコメント。清水は「サム（ライミ）は“自分のビジョンを貫け”と多くの面でサポートしてくれたが、スタジオのプロデューサー陣が、もっと分かりやすい典型的なアメリカ流ホラーを求めてきて、ちょっと衝突はありましたね」と話した。

## 評価
レビューアグリケーターのRotten Tomatoesでは163件の批評家レビューに基づき40％の支持を集め、平均評価は5.1/10となっている。同サイトの総意は「不気味な描写もいくつかあるが、論理的な展開や真に衝撃的な恐怖はそれほどない」というもの。加重平均を用いるMetacriticでは、32人の批評家の評論に基づいて、49/100点を付けており、「賛否両論あるいは平均的」な評価を出している。
『ロサンゼルス・タイムズ』のケヴィン・トーマスは「複雑な筋書きで、観客は物語を追うことが難しく、善良な登場人物の誰にも感情移入が出来ない。主人公カレンが巻き込まれるお化け屋敷の恐怖に付き合うことも、ますます難しくなる」と書き、「『THE JUON/呪怨』は、日本版『呪怨』を作り続けてきた清水監督が、そろそろ次のステップに進むべき時が来たことを示唆している」と評した。
映画評論家ロジャー・イーバートは、「日本を舞台にしているが、登場人物はみな英語を話すので、日米の文化を対比させる興味深い機会が失われている。私は『ロスト・イン・トランスレーション』のような作品を期待していた」と書いた。イーバートは続けて「この映画には筋が繋がって意味を成す下地があるのかも知れないが、私には理解できなかった。断片化されたエピソードは映画のスタイルなどではなく、単にやっかいなだけだ。ビル・プルマンが飛び降りる映画の冒頭だけは良かったが、私には我慢できなかった」として、4点満点中1点を付けた。
『スクリーン・ラント』のブライアン・レンシュラーは「この映画で私が一番イライラしたのは、いくつかの筋書きが奇妙で全く理解出来なかったことだ。カレンが押し入れで見つけた男の子は猫の声でニャーニャー鳴く。何故？ その意味も分かりません」と書きつつも、全体的な文脈では映画を肯定的に捉えているが、2年前に公開された『ザ・リング』の出来の良さと比較して、主演のサラと監督の清水は今ひとつだと結論付けている。
『スクリーン』の映画評論家アコス・ペテルベンチェは、「この映画の主役は“雰囲気”だ。具体的な物語や本物の主人公が存在しないことで、清水崇は観客に植えつけた恐怖感を育てることに成功している」と肯定的に誉めた。ペテルベンチェは続けて「サラ・ミシェル・ゲラーには存在感がなく、果たすべき役割もない。ビル・プルマンにも同じことが言える。主役に近いのは藤貴子と尾関優哉が演じている幽霊だ。彼らには何か悲劇的で、人間味を与えるぼんやりとした背景さえ与えられている」と書き「『THE JUON/呪怨』は絶対にもう一度観る価値のあるホラー映画だと言わせて欲しい」と絶賛した。
サラ・ミシェル・ゲラーは所属するエージェンシーWMA（＝ウィリアム・モリス・エージェンシー）の社長が、『ザ・ニューヨーカー』のインタビューで「彼女は『THE JUON/呪怨』に出演する前は無に等しい存在だった」と発言したことを知ると激怒し、WMAを去りエージェンシーを代えた。